# Christian Christiansen (politiker, født 1925)
 For alternative betydninger, se Christian Christiansen. (Se også artikler, som begynder med Christian Christiansen)
Christian Christiansen (født 1925, død 2004) var en dansk politiker, der var borgmester i Vejle en kort periode i 1978 for Socialdemokratiet.
Han var medlem af Vejle Byråd 1970-1985 og i amtsrådet 1970-1978.
Christiansen var udset til at skulle efterfølge Willy Sørensen som borgmester, og han var 1. viceborgmester fra 1971. Socialdemokratiets medlemmer mente dog ikke, at han skulle være borgmester, men han kom alligevel til at sidde 48 dage som borgmester, nemlig fra Willy Sørensens død, og indtil Karl Johan Mortensen overtog posten efter valget i 1978.
I 1949 blev Christian Christiansen valgt som tillidsmand hos C.M. Hess og senere på Vejle Bolte- og Møtrikfabrik. I 1960 blev han formand for fagforeningen SID, afd. F, og her sad han indtil 1987.